# Resultados do Carnaval de Belém em 2018
Os resultados do carnaval de Belém foram divulgados no dia 17 de fevereiro, no grupo principal a vencedora foi a escola Rancho Não Posso Me Amofiná com o enredo "Seis cores por um mundo melhor, celebração do orgulho de ser diferente e não desigual." O grupo 1 dos blocos carnavalescos foi vencido pelo Mexe-Mexe. Ficou definido que não ocorreram rebaixamentos nos grupos, apenas o acesso das primeiras colocadas.

## Escolas

### Grupo 1
| Colocação | Escola                      | Pontos | Ref.  |
| --------- | --------------------------- | ------ | ----- |
| 1º        | Rancho Não Posso Me Amofiná | 198,1  | [ 1 ] |
| 2º        | Bole Bole                   | 198    | [ 1 ] |
| 3º        | Quem São Eles               | 197,2  | [ 1 ] |
| 4º        | Piratas da Batucada         | 197    | [ 1 ] |
| 5º        | Xodó da Nega                | 194,7  | [ 1 ] |
| 6º        | Matinha                     | 194,3  | [ 1 ] |
| 7º        | Deixa Falar                 | 193,9  | [ 1 ] |
| 8º        | A Grande Família            | 191,5  | [ 1 ] |

### Grupo 2
| Colocação | Escola                   | Pontos | Nota      | Ref.  |
| --------- | ------------------------ | ------ | --------- | ----- |
| 1º        | Império Pedreirense      | 195,5  | Promovida | [ 1 ] |
| 2º        | O Habitat do Boto        | 193    |           | [ 1 ] |
| 3º        | Cacareco                 | 189,5  |           | [ 1 ] |
| 4º        | Embaixadores Azulinos    | 188    |           | [ 1 ] |
| 5º        | Mocidade Unida do Benguí | 183,5  |           | [ 1 ] |
| 6º        | Mocidade Botafoguense    | 181,5  |           | [ 1 ] |
| 7º        | Alegria- Alegria         | 167,5  |           | [ 1 ] |

### Grupo 3
| Colocação | Escola              | Pontos | Nota      | Ref.  |
| --------- | ------------------- | ------ | --------- | ----- |
| 1º        | Império Jurunense   | 197    | Promovida | [ 1 ] |
| 2º        | Coração Jurunense   | 193,5  |           | [ 1 ] |
| 3º        | Mocidade Olariense  | 193,5  |           | [ 1 ] |
| 4º        | Parangolé do Samba  | 190    |           | [ 1 ] |
| 5º        | Rosa de Ouro        | 186,5  |           | [ 1 ] |
| 6º        | Rosa da Terra Firme | 183,5  |           | [ 1 ] |
| 7º        | Nova Mangueira      | 182,5  |           | [ 1 ] |
| 8º        | Paixão Rubro Negra  | 163,5  |           | [ 1 ] |
| 9º        | Portela             | 160    |           | [ 1 ] |

## Blocos Carnavalescos

### Grupo 1
| Colocação | Bloco                      | Pontos | Ref.  |
| --------- | -------------------------- | ------ | ----- |
| 1º        | Mexe-Mexe                  | 98,5   | [ 1 ] |
| 2º        | Sapo Muiraquitã            | 96,6   | [ 1 ] |
| 3º        | Estrela Reluzente          | 95,9   | [ 1 ] |
| 4º        | Chupicopico                | 95,1   | [ 1 ] |
| 5º        | Encanto do Pará            | 94,6   | [ 1 ] |
| 6º        | Unidos da Pedreira         | 94,2   | [ 1 ] |
| 7º        | Mocidade Unida do Umarizal | 91,6   | [ 1 ] |
| 8º        | Quem é Quem na Folia       | 91,4   | [ 1 ] |

### Grupo 2
| Colocação | Bloco                          | Pontos | Nota      | Ref.  |
| --------- | ------------------------------ | ------ | --------- | ----- |
| 1º        | Mocidade Alegrense da Pedreira | 93,3   | Promovida | [ 1 ] |
| 2º        | Estação Terceira               | 92,1   |           | [ 1 ] |
| 3º        | Mocidade Independente do Samba | 90     |           | [ 1 ] |
| 4º        | Acadêmicos da Terra Firme      | 89,8   |           | [ 1 ] |
| 5         | Cheiro Cheiroso                | 83,1   |           | [ 1 ] |